# Mörlunda församling
Mörlunda församling var en territoriell församling inom Svenska kyrkan i Linköpings stift och i Hultsfreds kommun i Kalmar län. Församlingen uppgick 2006 i Mörlunda-Tveta församling.
Församlingskyrka var Mörlunda kyrka.

## Administrativ historik
Församlingen har medeltida ursprung.
Församlingen var moderförsamling i pastoratet Mörlunda och Tveta. Församlingen uppgick 2006 i Mörlunda-Tveta församling.
Församlingskod var 086008

## Kyrkoherdar[4]
Kyrkoherdar i Mörlunda församling.
| Ämbetstid | Namn                       | Levnadstid | Övrigt                                                      |
| --------- | -------------------------- | ---------- | ----------------------------------------------------------- |
| 1329      | Ragvaldus Beronis          |            |                                                             |
| 1442-1445 | Olof Bertilsson            |            |                                                             |
| 1533      | Petrus Gerlaci             |            |                                                             |
| 1568-1579 | Sveno Haquini              | -1579      |                                                             |
| 1581-1595 | Olavus Erici               | -1595      | Kyrkoherde och kontraktsprost.                              |
| 1596-1625 | Jonas Petri                | -1625      | Kyrkoherde och kontraktsprost.                              |
| 1627-1650 | Magnus Nicolai Bringius    | -1650      |                                                             |
| 1652-1673 | Petrus Martini Alzinius    | -1673      |                                                             |
| 1673-1692 | Joel Laurentii Laurbeckius | 1621-1692  | Kyrkoherde och kontraktsprost.                              |
| 1693-1695 | Elias Nicolai Knattingius  | 1635-1695  |                                                             |
| 1695-1703 | Jonas Petri Semenius       | -1703      |                                                             |
| 1705-1745 | Magnus Nicolai Wrethelius  | 1665-1745  | Avsatt mellan 1739 och 1743. Kyrkoherde och kontraktsprost. |
| 1746–1758 | Jonas Tranberg             | 1704–1767  | Senare kyrkoherde i Säby församling.                        |
| 1760-1800 | Erik Norbeck               | 1716-1800  | Kyrkoherde och kontraktsprost.                              |
| 1801-1815 | Nathanael Rosinius         | 1747-1815  |                                                             |
| 1815-1854 | Fabian Lundvall            | 1772-1854  | Kyrkoherde och kontraktsprost.                              |
|           | Per Blomberg               |            | Senare kyrkoherde i Varvs församling.                       |
| 1867-1882 | Frans Wilhelm Carlson      | 1819-1882  | Kyrkoherde och kontraktsprost.                              |
| 1882-1913 | Otto August Carlsson       | 1837-1913  | Kyrkoherde och kontraktsprost.                              |
| 1914-     | Seth Anders Emanuel Andrae | 1872-      |                                                             |
| 1980–1984 | Alfons Lindholm            | 1939–      | [ 5 ]                                                       |

## Organister och klockare
| Verksam   | Namn                 | Levnadstid | Övrigt                |
| --------- | -------------------- | ---------- | --------------------- |
| 1727–1740 | Johan Jacobsson      |            | Klockare              |
| 1727–1757 | Isak Isaksson Ekman  | 1709–1757  | Organist              |
| 1772      | Petter Alexandersson |            | Klockare              |
| 1777–1785 | Petter Lindberg      | 1723–1785  | Organist              |
| 1786–1819 | Jonas Vadman         | 1758–1819  | Organist och klockare |
| 1819–1842 | Gustaf Fredric Habbe | 1797–1842  | Organist och klockare |
| 1842–1850 | J. P. Lundgren       | 1816–      | Organist och klockare |